# Tscheppach

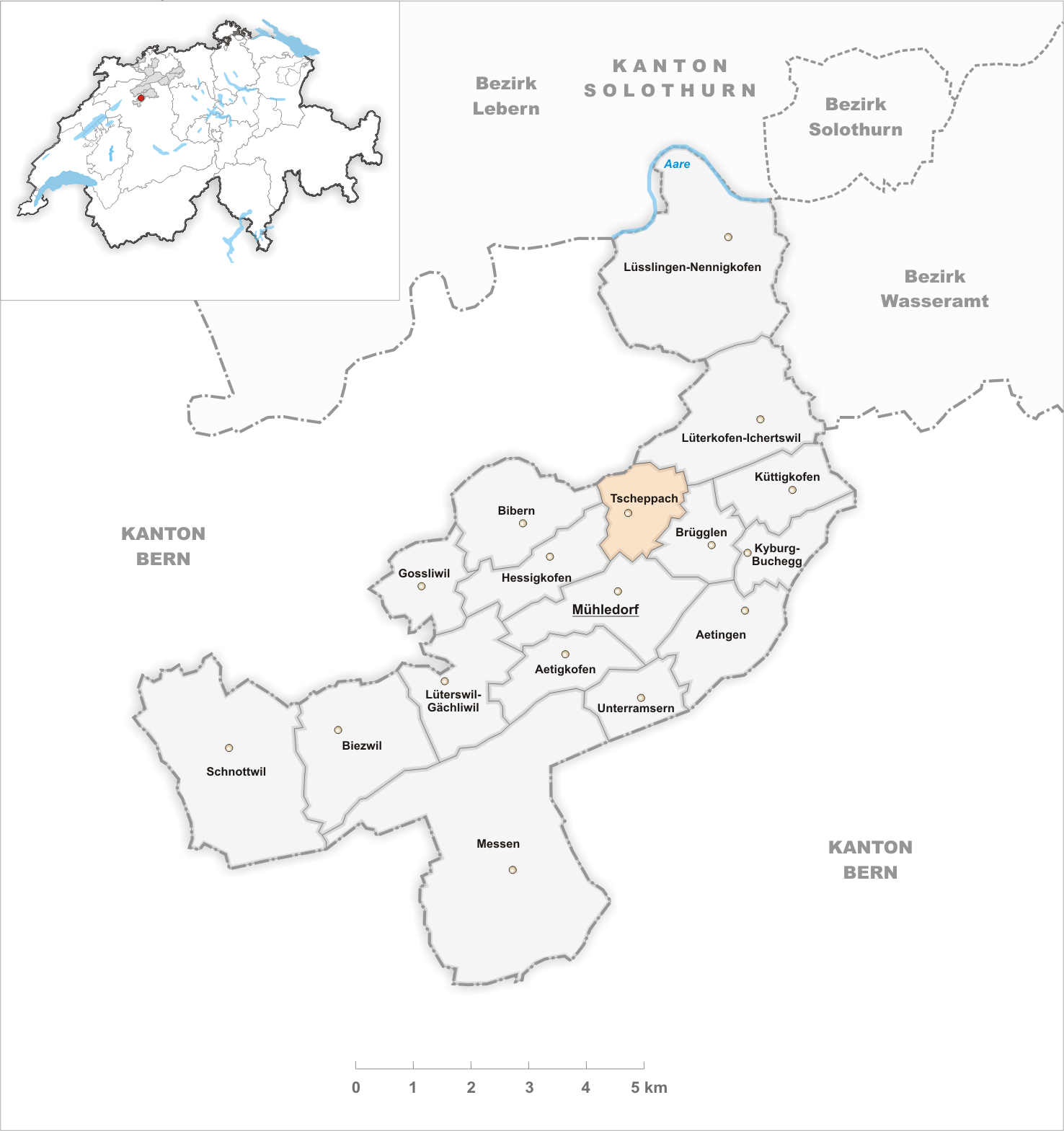
Gemeindestand vor der Fusion am 1. Januar 2014

Tscheppach ist ein Dorf in der Gemeinde Buchegg im Schweizer Kanton Solothurn.
Bis zum 31. Dezember 2013 war es eine eigenständige Einwohnergemeinde. Am 1. Januar 2014 fusionierte Tscheppach mit den damaligen Gemeinden Aetigkofen, Aetingen, Bibern, Brügglen, Gossliwil, Hessigkofen, Küttigkofen, Kyburg-Buchegg und Mühledorf  zur neuen Gemeinde Buchegg.

## Geographie
Tscheppach liegt auf 558 m ü. M., acht Kilometer südwestlich des Kantonshauptortes Solothurn (Luftlinie). Das Haufendorf erstreckt sich in einer kleinen Talmulde im Zentrum des Bucheggberges, auf der Höhe südlich des Biberentals, im Solothurner Mittelland.
Die Fläche des 1,9 km² grossen Gemeindegebiets umfasst einen Abschnitt der Molassehöhen des Bucheggberges. Den zentralen Teil bildet die Talmulde von Tscheppach, die nach Osten durch den Hasligraben zum Mühlebach entwässert wird. Nach Süden erstreckt sich der Gemeindeboden über einen Höhenrücken mit dem Wallisberg (mit 613 m ü. M. die höchste Erhebung von Tscheppach) bis in das Mühletal. Nördlich an die Talmulde des Haslibachs schliesst eine Hochfläche mit dem Waldgebiet Ischlag (556 m ü. M.) an, die weiter nach Norden zum Biberental abfällt. Der kurze Streckenabschnitt des hier relativ schmalen Tals am Mittellauf des Biberenbachs gehört ebenfalls zu Tscheppach. Von der Gemeindefläche entfielen 1997 6 % auf Siedlungen, 34 % auf Wald und Gehölze, 59 % auf Landwirtschaft und etwas weniger als 1 % war unproduktives Land.
Zu Tscheppach gehören die neue Wohnsiedlung auf der Kuppe zwischen dem Dorf und dem Mühletal sowie einige Einzelhöfe. Nachbargemeinden von Tscheppach waren bis am 31. Dezember 2013 Lüterkofen-Ichertswil, Brügglen, Mühledorf, Hessigkofen und Bibern im Kanton Solothurn sowie Leuzigen im Kanton Bern.

## Bevölkerung
Mit 189 Einwohnern (Stand 31. Dezember 2013) gehörte Tscheppach zu den kleinsten Gemeinden des Kantons Solothurn. Von den Bewohnern sind 99,0 % deutschsprachig und 0,5 % sprechen Italienisch (Stand 2000). Die Bevölkerungszahl von Tscheppach belief sich 1850 auf 212 Einwohner, 1900 auf 162 Einwohner. Im Verlauf des 20. Jahrhunderts pendelte die Bevölkerungszahl im Bereich zwischen 130 und 180 Personen. Erst seit 1990 (146 Einwohner) wurde wieder ein leichtes Bevölkerungswachstum verzeichnet.

## Wirtschaft
Tscheppach war bis in die zweite Hälfte des 20. Jahrhunderts ein vorwiegend durch die Landwirtschaft geprägtes Dorf. Die Wasserkraft des Dorfbachs wurde früher für den Betrieb einer Mühle genutzt. Noch heute haben der Ackerbau und der Obstbau sowie die Viehzucht einen wichtigen Stellenwert in der Erwerbsstruktur der Bevölkerung. Weitere Arbeitsplätze sind im lokalen Kleingewerbe und im Dienstleistungssektor vorhanden, unter anderem in Betrieben der Holzverarbeitung und der Fensterfabrikation. In den letzten Jahrzehnten hat sich das Dorf auch zu einer Wohngemeinde entwickelt. Viele Erwerbstätige sind deshalb Wegpendler, die hauptsächlich in den Regionen Solothurn und Grenchen arbeiten.

## Verkehr
Tscheppach liegt abseits der grösseren Durchgangsstrassen an einer Verbindungsstrasse von Lohn-Ammannsegg nach Schnottwil. Durch einen Postautokurs, welcher die Strecke vom Bahnhof Lohn-Lüterkofen nach Schnottwil bedient, sowie durch den Rufbus Bucheggberg ist Tscheppach an das Netz des öffentlichen Verkehrs angeschlossen.

## Geschichte
Die erste urkundliche Erwähnung des Ortes erfolgte 1334 unter dem Namen Scheppach; von 1368 ist die Schreibweise Schepach überliefert. Seit dem Mittelalter unterstand Tscheppach der Herrschaft Buchegg, die Teil der Landgrafschaft Burgund war, 1391 von Solothurn erworben und zur Vogtei Bucheggberg umgewandelt wurde. Bis 1798 lag die hohe Gerichtsbarkeit beim bernischen Landgericht Zollikofen, während Solothurn mit dem Gerichtsort Aetingen die niedere Gerichtsbarkeit ausübte. Nach dem Zusammenbruch des Ancien Régime (1798) gehörte Tscheppach während der Helvetik zum Distrikt Biberist und ab 1803 zum Bezirk Bucheggberg.

## Sehenswürdigkeiten
Im Ortskern sind einige charakteristische Bauernhäuser (Fachwerkbauten) aus dem 18. und 19. Jahrhundert erhalten. Besonders erwähnenswert ist der Gasthof Kreuz, der 1779 im Berner Stil erbaut wurde. Tscheppach besitzt keine eigene Kirche; es gehört zur Pfarrei Aetingen-Mühledorf.

## Wappen
Blasonierung
In Gelb blauer Wellenbalken, begleitet von drei (2 über 1) roten vierblättrigen Rosen mit gelben Butzen und grünen Kelchblättern